# رينيرا تارجارين
- أميرة دراجونستون
- ملكة الأندال، والروينار، والبشر الأوائل (مُدّعية)
- سيدة الممالك السبع (مُدّعية)
- حامية المملكة (مُدّعية)[ا]

رينيرا تارجارين (بالإنجليزية: Rhaenyra Targaryen) هي شخصية خيالية من سلسلة روايات أغنية الجليد والنار للمؤلف الأمريكي جورج آر. آر. مارتن، ظهرت في رواية الأميرة والملكة عام 2013، ورواية الأمير المارق عام 2014، ورواية النار والدم عام 2018. أُطلق عليها لقب «وجه» المسلسل التلفزيوني آل التنين، وجسدتها الشخصية في سن المراهقة الممثلة الأسترالية ميلي آلكوك، وتؤدي دورها الرئيسي في مرحلة البلوغ الممثلة الإنجليزية إيما دارسي. لاقت الشخصية، وخاصةً تجسيد دارسي، استحسانًا من النقاد.
طُعن في ادعائها من قِبل أخيها غير الشقيق إجون تارجارين الثاني، الذي اغتصب العرش في النهاية، مما أدى إلى حرب خلافة للسيطرة على العرش الحديدي، عُرفت باسم «رقصة التنانين».

## خلفية الشخصية

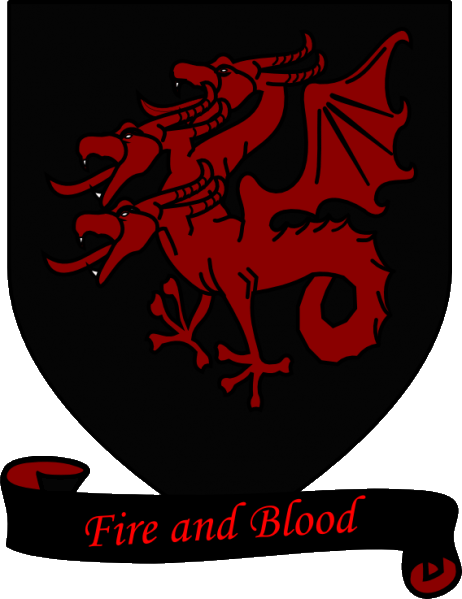
شعار نبالة آل تارجارين

### النار والدم
وُلدت رينيرا في عام 97 بعد فتح إجون، وكانت الطفلة الوحيدة الباقية للملك فِسيرس الأول تارجارين وزوجته الأولى، الملكة إيما آرن، بعد وفاة إخوتها الرضع. عُرفت بأنها أصغر راكبة تنين، حيث استطاعت ترويض سايراكس عندما كانت في السابعة من عمرها، ووطدت علاقة وثيقة مع والدها. كما كانت رينيرا معجبة بعمّها، ديمون تارجارين، المعروف بالأمير المارق. في مرحلة ما، أُشيد برينيرا باعتبارها «بهجة المملكة» نظرًا لجمالها الجسدي.
بعد وفاة والدتها وشقيقها بايلون أثناء الولادة، تُرك فِسيرس دون ابن، وسُمّيت رينيرا وريثةً له على العرش الحديدي والممالك السبع وأميرة دراجونستون. تزوجت من ابن كورلس فيلاريون وريينس تارجارين، لِاينور فيلاريون؛ ومع ذلك، كان زواج مصلحة لتقوية الروابط بين العائلتين لأن لِاينور مثلي الجنس ورينيرا مُغرمة بالحارس الملكي كريستون كول. لاحقًا، أقامت علاقة غرامية مع الفارس هاروين سترونج الذي أنجبت منه ثلاثة أبناء غير شرعيين، جِسيرس ولوسيريس وجوفري، وادعت أنهم أبناء شرعيون للِاينور.
بعد وفاة لاينور، تزوجت رينيرا من عمها ديمون وأنجبت منه ولدين، هما إجون وفِسيرس، وابنة ميتة عند الولادة اسمها فيزينيا. تعهدت رينيرا بالدفاع عن حق ابنها لوسيريس في وراثة مقعد آل فيلاريون في دريفتمارك؛ لكن أعضاء المجلس وأقارب فيلاريون رفضوا صحة ادعائه بسبب الشكوك بأنه ابن غير شرعي لهاروين سترونج. فأمر فِسيرس بقطع ألسنة الرجال الذين أثاروا هذه المزاعم.

### الأميرة والملكة
بعد وفاة فِسيرس الأول، شاركت الملكة الأرملة أليسنت هايتاور في انقلاب لإسقاط حق رينيرا في العرش الحديدي، معتبرةً إياها غير مؤهلة للحكم، ومُجادلة بأنها يجب أن تأتي بعد أبنائها في ترتيب الخلافة بسبب جنسها، وتنصيب ابنها إجون تارجارين الثاني بدلاً منها. أدى هذا إلى حرب خلافة وحرب أهلية عُرفت باسم «رقصة التنانين». تُوِّجت رينيرا ملكةً على يد أنصارها «السود» في دراجونستون، بينما تُوِّج إجون الثاني رسميًا حاكمًا للممالك السبع في كينجز لاندنج.
بعد ذلك بوقت قصير، طار ابن رينيرا، لوسيريس فيلاريون، برفقة تنينه أراكس، وأخوها غير الشقيق إيموند تارجارين برفقة تنينه الأكبر بكثير فاجهار، إلى ستورمز إند لطلب الولاء من بوروس باراثيون. اندلع قتال بينهما في سماء خليج السُفن الغارقة، أسفر عن مقتل لوسيرس وتنينه. أثار هذا غضب رينيرا، وانتقامًا، استأجر ديمون القتلة «دَم» و«جُبنة» لقتل الابن الأكبر لإجون الثاني ووريثه المفترض جِيهيريس، في خطة انتقامية تحت شعار «ابن مُقابل ابن». أدى هذا إلى إحباط أي فرصة للحل بين الطرفين، ودخولهما في حرب مفتوحة مع أنصار أليسنت المعروفين باسم «الخُضر»، نسبةً إلى لون آل هايتاور.
بعد بعض الانتصارات المبكرة للخضر والتي فقدت خلالها ابنها الأكبر ووريثها جِسيرس، نجحت رينيرا في الاستيلاء على عاصمة كينجز لاندنج، وطردت إجون الثاني، لكن حكمها لم يدم طويلًا. فقد شهدت فترة حكمها التي استمرت نصف عام فرضها ضرائب باهظة، بسبب إفراغ الخزانة سرًا من قبل مؤيدي الخضر، بالإضافة إلى جنونها المتزايد بعد وفاة زوجها ديمون، والإعدامات الميدانية لمن يُشتبه في أنهم خونة، مما أثار أعمال شغب عنيفة في العاصمة. اقتحمت حشود من سكان العاصمة الجائعين والمحبطين جُب التنانين، مما أسفر عن مقتل معظم تنانين السود إلى جانب ابنها جوفري، مما أجبرها على الفرار عائدة إلى دراجونستون. في طريقها إلى دراجونستون، تعرضت رينيرا للخيانة وأُحضرت أمام إجون الثاني، الذي قتلها بأمر تنينه صنفاير بحرقها حية وأكلها في ست قضمات أمام ابنها إجون الأصغر.
استمرت الحرب بعد وفاة رينيرا، حيث احتشد أنصارها السود خلف ابنها الرابع، إجون الأصغر، على الرغم من سجن الأخير كرهينة لدى إجون الثاني. بعد وفاة إجون الثاني، أُطلق سراحه وتُوّج ملكًا باسم إجون تارجارين الثالث، منهيًا بذلك الصراع. إلا أن انتصار الأسود طغى عليه مقتل جميع التنانين باستثناء أربعة خلال الحرب، مما أدى في النهاية إلى انقراضها بعد عقدين من الزمن.
استمر آل تارجارين، من خلال خط عائلة رينيرا المباشر، في الحكم لمدة 150 عامًا تالية، حتى أطاح به روبرت باراثيون، مما أدى إلى بداية أحداث رواية لعبة العروش.

### الاستلهام من الحياة الواقعية
استلهم جورج ر. ر. مارتن قصة رينيرا من الإمبراطورة ماتيلدا الإنجليزية. ومثل نظيرتها الخيالية، كانت ماتيلدا، ابنة هنري الأول، قد أُعلنت وريثة للعرش الإنجليزي من قِبل والدها نفسه؛ إلا أن البلاد لم تكن مستعدة لقبول ملكة تحكمها، مما أدى إلى حرب خلافة بين مؤيدي ماتيلدا ومؤيدي ابن عمها ستيفن من بلوا. رقصة التنانين وأساسها الحقيقي، الفوضى، كلاهما حربان أهليتان خاضتا بين فصيلين يطالبان بحقهما الشرعي في العرش، وبدأت كلٌ منهما وانتهت بطريقة متشابهة.

## الاقتباس التلفزيوني

### الطاقم والتطوير
اُختيرت إيما دارسي، والتي لا تُعرّف نفسها كامرأة أو رجل وتستخدم ضمائر غير ثنائية (بالإنجليزية: they/them)، لدور رينيرا في ديسمبر 2020، بينما تم اختيار ميلي آلكوك للدور في يوليو 2021. وقد اضطر كلا الممثلين لتعلّم لغة الفاليرية العليا من أجل أدوارهما، ويُقال إن دارسي استمتعت بالتجربة
حُفظت معظم قصة رينيرا تارجارين من الصفحات إلى الشاشة؛ ومع ذلك، في النسخة المقتبسة، كانت صديقة مقربة لأليسنت هايتاور، ابنة يد الملك، أوتو هايتاور. كشف المُبدع المُشارك والمنتج التنفيذي رايان كوندال في مقابلة مع مجلة إنترتينمنت ويكلي أن رينيرا، التي تُجسّدها دارسي، هي «الشخصية الأهم في المسلسل، من نواحٍ عديدة». وقد أعلن المخرج ميغيل سابوجنيك أن دارسي هي «وجه المسلسل».
لاحظ المعجبون المتحمسون أن تفاصيل وفاة رينيرا الوحشية قد تم الكشف عنها للمشاهدين في وقت مبكر من مسلسل صراع العروش في حلقة الموسم الثالث «وانتهت حراسته الآن»، حيث يكشف جوفري باراثيون لمارجري تايرل أثناء مشاهدته قبور آل تارجارين السابقة أن رينيرا أُحرِقت حية على يد أخيها غير الشقيق إيجون الثاني بينما كان ابنها يشاهد.

### الموسم 1
بعد وفاة والدتها وشقيقها أثناء الولادة، وتعليق عمّها الأمير ديمون تارجارين الساخر عن «وريث يوم واحد»؛ عيّن الملك فِسيرس تارجارين الأول ابنته رينيرا وريثةً لعرش الحديد. بصفتها أول امرأة تُعيَّن وريثةً للعرش، اضطرت رينيرا لمواجهة تحديات عديدة لخلافتها. أحد هذه التحديات جاء من يد الملك، أوتو هايتاور، الذي أراد أن يصبح حفيده وأخو رينيرا غير الشقيق، الأمير إجون، ملكًا. بعد أن قضت رينيرا ليلة مع ديمون في شارع الحرير، قام أوتو برفع تقرير إلى الملك. فردّ فِسيرس بعزله من منصبه ورتّب زواج رينيرا من لِاينور فيلاريون. تسبب هذا في شقاقٍ بينها وبين صديقة طفولتها، الملكة أليسنت هايتاور.
نظرًا لأن لاينور مثلي الجنس، أنجبت رينيرا لديها ثلاثة أبناء غير شرعيين من قائد حرس المدينة، هاروين سترونج، وهم جاكاريس ولوسيريس وجوفري. تنتشر شائعات حول عدم شرعية أبنائها في القلعة الحمراء، مما يجبرها على مغادرة العاصمة والإقامة في دراجونستون. بعد ذلك، تتآمر هي وديمون لتزوير وفاة لاينور حتى يتمكنا من الزواج ويمكن للِاينور مغادرة ويستروس مع عشيقه. بعد ست سنوات، أنجبت رينيرا وديمون طفلين، إجون وفِسيرس، وكانت حاملًا بطفل ثالث. عندما توفي فِسيرس، استولى المجلس الصغير على العرش الحديدي ونصّب إجون الثاني ملكًا. ورغم سعي رينيرا بدايةً لحل سلمي، تؤدي وفاة ابنها لوسيريس على يد عمه إيموند إلى اندلاع حرب على العرش، حيث تُوَّجت رينيرا ملكة من قبل أنصارها – السود.

### الموسم 2
رينييرا تؤكد مقتل لوك في خليج شيب بريكر بعد أن تعثر على بقايا تنينه على الشاطئ، وتتعهد بالانتقام من إيموند. بعد أن يؤدي أمر ديمون لقاتلين باغتيال إيموند إلى مقتل وريث عرش إجون، جِيهيريس، تتراجع شعبية رينييرا في كينجز لاندنج، وتفقد ثقتها بديمون. وبعد أن يأمر كريستون كول أريك كارجيل بقتل رينييرا متنكرًا في هيئة شقيقه التوأم إيريك، تُبلغ ميساريا الحرس الملكي، مما يؤدي إلى مقتل الأخوين أثناء محاولة الثاني صد الأول. بعدها، تعيّن رينييرا ميساريا مستشارة لها، وترسل ابنة زوجها رِاينا تارجارين إلى الوادي مع بيض تنانين وأصغر أبنائها الثلاثة لحمايتهم، وحاولت دون جدوى إقناع أليسنت بالتسلل إلى كينجز لاندنج. كما تدرك أن أليسنت قد اختلط عليها الأمر وظنّت أن كلمات فِسيرس الأخيرة عن الأمير الموعود كانت تشير إلى ابنها إجون، وليس إلى حلم إجون الفاتح.
بعد المعركة استراحة الرُّخ التي أسفرت عن مقتل رينيس وتنينها ميليس، عمّ الحزن في صفوف السود على وفاتها. بعد ذلك، تأسف رينيرا لكون فيرميثور وسيلفروينج بلا رُكّاب، وهما تنينان كبيران بما يكفي لمواجهة تنين الخُضر فاجهار. عندها يقترح ابنها جِسيرس البحث في بيوت النبلاء عن أحفاد لآل تارجارين. ثم يتقدم حارسها الملكي ستيفون داركلين بسبب سلفه البعيد من عائلة تارجارين، لكن محاولته لامتطاء على سيسموك تؤدي إلى حرقه. تشعر رينيرا بالحزن واليأس وتتحدث إلى ميساريا، التي أقنعتها سابقًا بإرسال قوارب مليئة بالطعام إلى سكان كينجز لاندنج الجائعين لكسب دعمهم.
لاحقًا، تكتشف رينيرا أن سيسموك شوهد برفقة راكب، مما فتسعى خلفه لتكتشف أنه أدام ابن الأبدان، دون أن تعلم أنه ابن غير شرعي لكورليس فيلاريون. يُقسم أدام ولاءه لها، مما يدفع ميساريا إلى نصحها بالبحث عن أبناء التنانين (الأبناء غير الشرعيين الذين يحملون الدم الفاليري) بين عامة الشعب بدلاً من الأقارب البعيدين بين العائلات القليلة الموالية لها. بعد «البِذار الأحمر» الذي أسفر عن العديد من الوفيات، يستطيع هيو المطرقة امتطاء فيرميثور، ويمتطي السكير أولف الأبيض سيلفروينج. يلاحق إيموند سيلفروينج إلى دراجونستون بعد أن رآه فوق كينجز لاندنج، لكنه يتراجع بعد أن يرى رينيرا مع ثلاثة تنانين، جميعهم الآن لهم رُكّاب. تذهب رينيرا إلى هارِنهال بعد أن يرسل سيمون سترونج تحذيرًا بشأن احتمال خيانة ديمون. بعد أن تظهر رؤية لديمون أحداثًا مستقبلية تتعلق بـ«أغنية الجليد والنار»، يركع أمام رينيرا ويُعلن ولاءه لها. تحاول أليسنت التفاوض مع رينيرا بالتسلل إلى دراجونستون، توضح الأخيرة أن السبيل الوحيد للسلام هو أن تأتيها برأس إجون.

## الاستقبال
يعتبر الكثيرون أن رينيرا هي واحدة من أكثر الشخصيات شعبية في آل التنين والشخصية المركزية في المسلسل. تم تضمينها في قائمة آي إم دي بي للشخصيات الجديدة المفضلة لعام 2022، وحصلت على لقب أفضل شخصية في المسلسل من مجلة مجلة الرجال، مع ملاحظة الكاتب غريف غريفين، «رينيرا هي شخصية معقدة للغاية، ومليئة بالعيوب بلا حدود، ولكنها لا تقل عن كونها آسرة.» في مقال يناقش قرار العرض بتصوير الكثير من حياتها، أطلقت موارد الكتب المصورة على رينيرا اسم «الشخصية الأهم في الرقصة». مما يسلط الضوء على ضرورة إظهار العلاقات التي كانت لديها مع شخصيات مختلفة في مراحل مختلفة من حياتها. على الرغم من مكانتها كشخصية تاريخية مثيرة للجدل في عالم جورج ر. ر. مارتن، فقد تم الثناء على رينيرا لكونها جريئة ومتحدية ومتقدمة على عصرها. أطلق عليها موقع ComicBook.com لقب «متعددة الأبعاد» و«إنسانية للغاية» و«شرسة». وفي عام 2022 أطلق عليها لقب أفضل شخصية تلفزيونية أنثوية لهذا العام، حيث صرحت الكاتبة نيكول درام، «على مدار الموسم، رأى المعجبون رينيرا تتعامل مع الحب والخيانة والمكائد والسياسة وكسر القلب والخسارة، وهي مجموعة من التجارب التي جلبها دارسي إلى الحياة بأصالة مؤلمة في بعض الأحيان».
نال كلا الممثلتين استحسانًا كبيرًا لتجسيدهما شخصية رينيرا، حيث رُشِّحت آلكوك لجائزة اختيار النقاد للتلفزيون، بينما رُشِّحت دارسي لجائزة غولدن غلوب مرتين. وقد أشادت جينا شيرر، الكاتبة في مجلة إيه. في. كلوب بأداء آلكوك في الموسم الأول، مشيرةً إلى أن «آلكوك تُصوِّر تطور شخصيتها بشكل مقنع وهي تختبر حدود قوتها، كامرأة وحاكمة». وأشادت جيسي نجوين، المساهمة الرئيسية في موقع كولايدر، بمقدمة دارسي، وكتبت أن مشهد ولادة رينيرا في الحلقة السادسة «يُعَدُّ دليلاً سريعًا على موهبة دارسي. فمنذ ولادتها وحتى مشيتها، كان المشهد بأكمله لقطة واحدة، ومع ذلك، لم تتردد دارسي أو تُخِلَّ بشخصيتها، بينما استمرَّت في تصوير معاناة رينيرا بشكل مقنع، مُثبتةً أنها خصمٌ قويٌّ في اللعبة». بالإضافة إلى ذلك، أشاد ماركوس جونز من إندي واير بتجسيد دارسي لرينيرا قائلاً: «على الرغم من أن آل التنين عبارة عن مسلسل جماعي، إلا أن المشاهدين يمكنهم معرفة ذلك بمجرد وجود دارسي أن رينيرا هي نجمة المسلسل.»
في أكتوبر 2022، أنشأت جوجل رسمًا متحركًا لبيضة عيد الفصح لمشروب نيغروني سباغلياتو بعد أن أشارت إليه دارسي باعتباره مشروبها المفضل في مقابلة انتشرت على نطاق واسع مع أوليفيا كوك لأتش بي أو ماكس.
حظي أداء دارسي في الموسم الثاني بإشادة نقدية أوسع، حيث أدرجها النقاد ضمن أفضل أداءات المسلسل. وعلقت كايا شونياتا من موقع RogerEbert.com قائلةً: «إيما دارسي قوة لا يستهان بها على الشاشة. تجسد الممثلة الحزن بشدة لدرجة يصعب معها النظر إليها، ومع ذلك لا يمكنك إبعاد عينيك عنها. وبينما يتجعد وججها في محاولة لكبح دموعها، لا يسعني إلا أن أعتقد أن هذا ربما يكون أفضل أداء في أي عمل مرتبط بـ«أغنية الجليد والنار» منذ المواسم الأولى من صراع العروش». حظيت حلقة «البِذار الأحمر» باهتمام خاص، حيث وصف جيمس هانت من سكرين رانت وكايلي دراي من ذا إيه في كلوب أداء دارسي بأنه «رائع». صرّح أليكس بوجالاد من دن أوف جيك قائلاً: «تظل دارسي أحد أبرز ممثلي المسلسل».  أشاد بروما خوسلا من إندي واير بأداء دارسي قائلاً: «قدمت دارسي أداءً رائعًا بالنظر إلى عينيها فقط، بينما يقترب ديمون من رينيرا في القاعة الكبرى؛ حيث تظهر لمحات من رينيرا وهي مراهقة، تشعر بالرهبة والانجذاب نحو هذا الرجل، وهي تسحق رغبتها في إبهاره بوضوح. أنشئوا فئة جديدة وامنحوهم جائزة إيمي اللعينة!».
انتقدت تيريز لاكسون من كولايدر قلق الشخصية وترددها في خوض الحرب في الموسم الثاني، قائلةً: «من أصعب الشخصيات كتابةً هي بطلة القصة. رينيرا هي القلب النابض لآل التنين، ونعود إلى المسلسل لنجدها محطمة القلب تمامًا. يُذكرنا الموسم الثاني كثيرًا بأنها في حالة حداد بينما تُجرّ إلى حرب أهلية، ولكن قد يكون من المُحبط أيضًا مُشاهدة فرصها في السيطرة تضيع.» في مقال آخر لموقع كولايدر، أشارت لاكسون، مُحللةً مسار الشخصية، إلى أنها «تتردد في اتخاذ قراراتها في مُعظم الموسم الثاني، مما يُشعرنا بجمود شخصيتها في الموسم، ولكن مع نهاية الموسم، عندما تستعيد بعضًا من حماسها القديم، ونراها تكتسب راكبي بذور التنين، نشعر وكأننا نشهد جانبًا جديدًا وأكثر خطورة للشخصية.»
حوّل المسلسل التلفزيوني دور رينيرا السلبي في الكتب إلى دور أكثر نشاطًا في المسلسل.

## الملاحظات
1. 1 2 3 4  ضمن إطار المسلسل التلفزيوني «آل التنين» فقط.